# Říšský konkordát

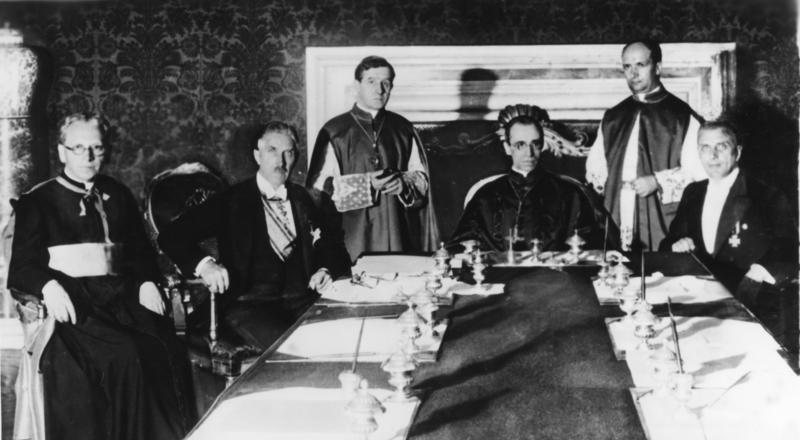
Podpis konkordátu v Římě.

Jako Říšský konkordát se označuje konkordát mezi Německem a Svatým stolcem podepsaný 20. července 1933 kardinálem Pacellim a vicekancléřem von Papenem a ratifikovaný Německem 10. září téhož roku. Je stále platný pro Spolkovou republiku Německo. Uzavření konkordátu je hodnoceno jako kontroverzní, neboť usnadnilo Adolfu Hitlerovi cestu k moci.

## Okolnosti vzniku
Celoněmecký Říšský konkordát byl nejdůležitější a také nejkontroverznější z celkem 16 konkordátů a významných mezinárodních smluv, které Svatý stolec v letech 1922–1932 uzavřel.
Vyjednávání o konkordátu, který byl nakonec součástí systému čtyř navzájem se ovlivňujících konkordátů, který krom něj tvořily konkordáty s Bavorskem (1924), Pruskem (1929) a Bádenskem (1932), byla zahájena již za výmarské republiky. Svatý stolec tehdy reprezentoval Pacelli jako apoštolský nuncius v Německu, tehdy však nedošlo k dohodě, jednak pro rozšířený antikatolicismus v řadách vládních sociálních demokratů, jednak pro nestabilitu německých vlád.
Jednání byla obnovena poté, co se německým kancléřem stal Adolf Hitler. Obnovená jednání probíhala v Římě a jejich hlavními protagonisty byli kardinál státní sekretář Pacelli (pozdější papež Pius XII.), předseda německé katolické strany Zentrum Ludwig Kaas a německý vicekancléř Franz von Papen, bývalý člen strany Zentrum (vyloučen v červnu 1932).
Pro církev byl konkordát enormně důležitý, neboť Ústava Výmarské republiky dávala státu velkou moc v oblastech vzdělávání a kultury, tedy tam, kam se upíral její hlavní zájem. Potřeba konkordátu byla vnímána o to naléhavěji, že sílila moc Hitlera a jeho nacismu, kteréžto církev považovala za nepřátele. Svatý stolec věřil, že konkordát bude štítem ukovaným z mezinárodního práva, který církev ochrání před pronásledováním, které nebude trvat dlouho, protože Hitlerova vláda nemůže dlouhodobě vydržet. Pacelli proto považoval konkordát s Německem za svůj hlavní cíl a jako zkušený diplomat s přehledem v německé problematice neváhal zasahovat do jeho přípravy a jednání o něm.
Na druhé straně Hitler byl přesvědčen, že „vhodně koncipované a prodané“ uzavření konkordátu mu poskytne mezinárodní uznání (konkordát byl první významnou mezinárodní smlouvou Hitlerovy vlády a ta ho později využila ve své propagandě) a pomůže k mocenskému vzestupu. Konkordát byl patrně vyměněn za schválení zmocňovacího zákona (dávajícího Hitlerově vládě legislativní pravomoc) a jeho součástí bylo ukončení činnosti kněží v politice (článek 32), což se ukázalo být smrtící pro stranu Zentrum (nutno dodat, že Svatý stolec nedocenil smrtící účinek kombinace tlaku nacistů a odchodu kněží z politiky a domníval se, že se ji i přes to podaří zachovat).
Po válce byla nadnesena otázka platnosti konkordátu. Spolkový ústavní soud rozhodl 26. března 1957, že konkordát je platný a je nadále součástí německého právního řádu. Zůstává tak jedinou platnou německou mezinárodní smlouvou uzavřenou Třetí říší.

## Podstatná ustanovení konkordátu
- svoboda vyznání a praktikování náboženství (článek 1)
- v platnosti zůstávají konkordáty s Bavorskem (1924), Pruskem (1929) a Bádenskem (1932) (článek 2)
- svobodná korespondence mezi Svatým stolcem a všemi německými katolíky (článek 4)
- duchovní obdrží stejnou (sociální) ochranu jako státní úředníci (článek 5)
- oděv duchovních smějí nosit jen duchovní, tresty jako za zneužití vojenských uniforem (článek 10)
- církevní obce a obdobné organizace jsou spolky veřejného práva, církev má právo vybírat církevní daně (článek 13)
- závazky státu vůči církvi mohou být zrušeny jen za souhlasu obou stran (článek 18)
- katolická výuka je řádným předmětem na školách (článek 21)
- učitelé náboženství mohou tuto činnost vykonávat jen se svolením biskupa (článek 22)
- přísaha biskupů, že budou respektovat vládu „Přísahám a slibuji, že budu respektovat ústavně vytvořenou vládu a budu dbát na to, aby ji respektoval můj klérus“ (článek 16)
- záruka duchovní péče v armádě (článek 27)
- ochrana katolických organizací a spolků, umožnění návštěvy bohoslužeb (článek 31)
- žádné členství duchovních v politických stranách či činnosti v jejich prospěch (článek 32)

Dodatkem konkordátu byl tajný protokol, upravující
- osvobození duchovních od všeobecné povinné vojenské služby, pokud by tato byla zavedena

## Hodnocení konkordátu

### Kritika obsahu
Vedle problematických okolností vzniku konkordátu probraných výše kritici napadali především rozpor s požadavkem oddělení církve od státu. Kromě toho podle nich článek 18 konkordátu stanovuje platby státu katolické církvi, a je tedy v rozporu se článkem 138 výmarské ústavy, který dále platí díky článku 140 současné německé ústavy, jenž požaduje, aby byly „státní platby náboženským společnostem založené na zákonu, smlouvě a zvláštních právních titulech“ vystřídány zemskou právní úpravou, což se nestalo během 80 let, jež uplynuly od vyhlášení výmarské ústavy.

### Hodnocení účinku
Zatímco z hlediska Hitlera a nacistů se uzavření konkordátu jeví jako jednoznačně podařený krok, splnil jeho očekávání, z pohledu katolické církve čas ukázal, že konkordát byl (při zaostření na období nacistické vlády) možná omylem, neboť nacistické Německo jej dodržovalo jen, pokud se mu to hodilo (tj. zejména zpočátku, kdy Hitler ještě hodlal předstírat, že je rozumný a dá se s ním jednat). Pacelli ještě jako státní sekretář vznesl 55 protestů proti závažným porušením konkordátu. Jednalo se zejména o článek 31, a jej porušující zásahy státní správy proti katolickým spolkům a katolickému školství a konkrétní perzekuce konkrétních katolických představitelů.
Roku 1937 vydal papež Pius XI. za vydatného přispění Pacelliho německy psanou encykliku „Mit brennender Sorge“, ve které upozornil na masové porušování konkordátu a odsoudil jeho ideologické prameny: vypjatý nacionalismus, rasismus, které jsou v rozporu s katolickou naukou.
Po propuknutí války se situace ještě zhoršila. Na druhé straně určitou ochranu konkordát představoval, mimo Německo byla katolická církev pronásledována mnohem zuřivěji. Je ovšem otázkou, zda to stálo za to. Pacelli už jako papež v dopise pasovskému biskupovi (z 10. června 1941) připustil, že konkordát nesplnil očekávání: „Historie říšského konkordátu ukazuje, že druhá strana navzdory formálním dohodám postrádá i ty nejzákladnější předpoklady k akceptování alespoň té minimální svobody pro církev, která by jí ještě umožnila žít a pracovat“.
Na druhé straně fakt, že konkordát zůstal v platnosti po pádu Hitlerovy říše a přetrval další půlstoletí, ukazuje, že za normálních okolností byl jeho obsah vyhovující. Pacelli navíc vždy trval na tom, že konkordát, ačkoliv očekávání zcela nesplnil, uchránil církev mnohem horšího osudu.